# Claudia Lux
Claudia Lux (Gladbeck, Alemania, 24 de marzo de 1950) es una bibliotecaria alemana y fue presidenta de la Federación Internacional de Asociaciones de Biblioteca e Instituciones - IFLA entre 2007 y 2009.

## Vida y educación
Después de estudiar bibliotecología en la Universidad de Colonia, prosiguió con una maestría en ciencias sociales y recibió su doctorado sobre sinología en 1985 en la Universidad del Ruhr de Bochum. Empezó a trabajar como sinóloga en la Biblioteca Estatal en Alemania. 
Trabajó en el Departamento de Asia del Este de la Biblioteca Estatal de Berlín y participó en varios proyectos de investigación. Se desempeñó como directora de la Biblioteca de Senado y en 1997 directora general de la Biblioteca Central y Regional de Berlín. 
De 1995 a 2004 fue la presidenta de la Asociación de Bibliotecarios Alemanes e integrante del Comité Nacional de la IFLA. De 2007 a 2009, fue elegida presidenta de la Federación Internacional de Asociaciones de Biblioteca e Instituciones (IFLA). Utilizó el lema " Las bibliotecas en la agenda de trabajo" durante su gestión. Fue la sucesora del australiano Alex Byrne y luego de Gustav Hofmann y Hans-Peter Geh, Lux fue la tercera alemana en ocupar el rol de presidenta de la IFLA. Recibió el premio de Miembro Honorario de la IFLA en 2010.
Lux ha sido Profesora Honoraria del Instituto de Ciencia de la Información y Bibliotecología de la Universidad Humboldt en Berlín desde 2006.
Desde el 1 de abril de 2012, Claudia Lux dejó su cargo como directora general de la Biblioteca Central y Regional de Berlín y se trasladó a Catar. Trabajó como Directora de Proyecto en la Biblioteca Nacional de Catar.
Lux estudió en Alemania, Estados Unidos y China.

## Publicaciones
- The political-economic decision-making process in China in 1937-1945. Bochum 1986. ISBN 3-88339-495-5
- The library system of the People's Republic of China. Munich 1986. ISBN 3-598-21127-9
- Fees in libraries. Berlin 1988. ISBN 3-87068-876-9 (junto con Günter Beyersdorff)
- Teaching library in Deutschland. Wiesbaden 2004. ISBN 3-934997-11-2